# Minna no Uta
Minna no Uta (みんなのうた), literalmente Canções de Todos (título em inglês: Songs for Everyone), é um programa de rádio e televisão NHK de cinco minutos que é transmitido várias vezes ao dia. O programa teve início a 3 de Abril de 1961. É um dos programas de longa duração da NHK.
O programa é geralmente utilizado como preenchimento entre programas. Embora muitos dos episódios sejam dirigidos a crianças, uma grande percentagem não o é, pelo que o programa goza de um vasto público.
O programa é utilizado para introduzir novas canções de cantores populares e novos, bem como para destacar os talentos de vários animadores e realizadores. Uma lista de episódios a estrear e em exibição é publicada mensalmente em revistas como a Animage and Newtype.

## 0-9
- 3-D Tengoku (Psy-S)
- 44 Hiki no Neko (Tokyo Hōsō Jidō Gasshōdan)

## A
- Aa Okashii ne (Tokyo Jidō Gasshōdan)
- After man (Akemi Okamura)
- Ahiru no Gyōretsu (The Shaderacks, Tokyo Arakawa Shōnen Gasshōtai)
- Ahiru to Shōjo (Kurumi Kobata)
- Ai Dattan Da yo (Kōji Tamaki)
- Ai ni Iku no. (Tomoe Shinohara)
- Ai no Tabidachi (Anna Saeki)
- Aiko desho (Yūki Kidō, Hibari Jidō Gasshōdan)
- Aitsu no Hang Glider (Mieko Nishijima)
- Aji no Hiraki no Sando Kasa (Hiromi Yamashita)
- Aka-chan (Mitsuko Horie)
- Akai Bōshi (Satoko Shimonari)
- Akai Hana Shiro Hana (Vickies)
- Akai Hoshi Aoi Hoshi: Tenmon Karat no Hoshi kara (Saori Yuki)
- Akai Ito (Yōko Seri)
- Akai Jitensha (Han Hana)
- Akai Sarafan (Naoko Ken)
- Akaoni to Aooni no Tango (Isao Bitō)
- Aki Monogatari (Kiyohiko Ozaki)
- Akikaze ni Nosete (Ritsuko Ōwada, Hiromi Okazaki)
- Akikaze no Promenade (Fumio Yamasawa)
- Akisutozeneko (Akisutoniko!)
- Akiuta (Senri Ōe)
- Alice no Kisetsu (Chikako Sawada)
- Ame ga Sora kara Fureba (Hitoshi Komura)
- Ame no Ten Ten (Naoko Kawai)
- Ame no Yūenchi (Mie Nakao)
- Ame nochi Special (Mariko Kōda)
- Anata ga Mieru (Tea for Three)
- Ano Hashi Watare (Yukio Hashi)
- Anogoro no Namida wa (Yōko Nagayama)
- Aoi Dōwa (Chiaki)
- Aotenjō no Crown (Soul Flower Union)
- Aozora (Kayo Yoshimoto)
- Aozora to Tap Dance (Ikue Sakakibara)
- Apple Purple Princess (Mariya Takeuchi)
- Apron Hero (Hiroyuki Igarashi, Kiyoshi Ōzawa)
- Arigato Thank You (Ikue Kakeromanzu)
- Arigatō (Keiko Utsumi)
- Arigatō Sayōnara (Kiichi Nakai, Naoko Yoshida)
- Arinko to Himawari (Yōko Nagayama)
- Aruite Mikka! (George Tokoro)
- Asa no Lift de (Dark Ducks)
- Asa Okitan (Shōnen Shōjo Gasshōdan Mizuumi)
- Ashita (Chieko Baishō)
- Ashita ha Genki: More Music! (Miyoko Yoshimoto)
- Assō ka! (Kunihiko Tamai)
- Attara Ii naa (Half Moon)
- Awate Tokoya (Bonny Jacks)

## B
- Beautiful Name (Godiego)
- Boku wa Kuma (Utada Hikaru) Boku wa Kuma Página oficial

## C
- Cabbage UFO (Junko Kudō)
- Candy no Yume (Ami Ozaki)
- Catch: Tsubi no Natsu ga Kuru yō ni (135)
- Chameleon (Sugar)
- Chigueso Chikyu no Sora no Shitade (Yoo Hae Joon)
- Christmas ga Sugite mo (Christy & Clinton)
- Computer Obaa-chan (Yūko Sakaitsukasa)

## D
- Daimyō Kyōretsu (Saiji Tanaka)
- Dakedo I Love You (Oyunna)
- Dare mo Shiranai

## E
- E-WaH-OH (The Voice of Japan)
- Egao (Hiromi Iwasaki)
- Egao ga Kaze ni Modoru Shunkan (Yoshiaki Ōuchi & Taeko)
- Egao ni Daisekkin (Kyoto Performance Doll)
- Eto wa Merry-go-round (Seiji Tanaka, Tokyo Hōsō Jidō Gasshōdan)

## F
- Futari-bocchi Jikan (Shiina Ringo)

## G
- Gakkō Sakamichi (Muneyuki Satō)
- Gamushāra (Katsuya Kobayashi)
- Ganbaranba (Masashi Sada)
- Ganbare My Boy (Hiro Tsunoda)
- Ganzō Banana no Tama (Kōtarō Yamamoto, Tokyo Hōsō Jidō Gasshōdan)
- Genki no Deru Uta (Bonny Jacks)
- Go Go! Kokekokkō (Ryūsei Nakao)
- Gōkaku Rock 'n' Roll (Yukari Morikawa)
- Gomen yo! Wan Wan (Keita to Kōta)
- Gorilla no Mentama (Ryōko Sano)
- Gottso-sama (Tomō Sugai)
- Grasshopper Monogatari (Noppo Takami)

## H
- Ha-i! glasshopper (Noppo Takami)
- Hasta Luego: Sayonara Tsuki no Neko (Naoko Ken)
- Hoyahoyara (Hajime Anzai and Friends)

## I
- I Love Tofu (Shōji Koganezawa)
- Ichiban Kirei na Hoshi (Chiyoko Shimakura)
- Ichiendama no Tabi Garasu (Saori Hareyama)
- Ichō Dance (Mirei Kitahara)
- Ii ne!! (Takako Ōta, Yōsuke Sone, Yūko Miyakawa)
- Ijiwaru Tenki (BaBe)
- Imademo Sencho to Yobareteiru Sencho no Yoru (Yoichi Sugawara)
- Inochi no Hanashi o Shiyō (Judy Ongg)
- Inori (Kaori Futenma)
- Irassyai (Chieko Baisyo)
- Iroha Matsuri (Miyuki Mori, Hibari Jidō Gasshōdan)
- Iruka La Bamba (Naomi Matsui)
- Ishin Denshin Shiyō (Mitsue Ōshiro)
- Itazurakko (Ado Mizumori, Tokyo Jidō Gasshōdan)
- Itsumo Egao de (Shū Saeko)

## J
- Jabu Jabu Ondo (Hibari Jidō Gasshōdan)
- Jagaimo Jagā (Seiji Tanaka, Tokyo Hōsō Jidō Gasshōdan)
- Jōkyūsei (Hiroko Moriguchi)
- Joy: Yorokobi no Kuni (Yū Hayami)
- Jungle Dance (Yōko Oginome)
- Just Friends: Itsu Made mo (Aya, Tokyo Hōsō Jidō Gasshōdan)

## K
- Kaa-san no Uta (Peggy Hayama)
- Kaa-san wa Yuki Onna (Mitsuko Horie)
- Kabocha no Oji-san (Tessei Miyoshi, Tokyo Hōsō Jidō Gasshōdan)
- Kagayaiteite: 10 Years After (Asari Mizuki)
- Kagayaki no Achira e (Yōko Ishida)
- Kaitō Yumenosuke (Hiromi Okazaki)
- Kakenukete Good-bye (B'dash)
- Kamekame Dance (Yumi Matsuba)
- Kanashiki Mongoose (Seiji Tanaka)
- Kani-san Kani-san (Takuzō Kawatani)
- Kankan Karasu (Tokiko Katō)
- Kanshajō (Reiko Sada)
- Kaori-chan Time (Yumi Tanimura)
- Kappa no Kui Kuo Kua
- Karucharatan no Sora (Karyūdo)
- Kasei no Circus-dan (Yoshitaka Minami)
- Katte Chō (Tomoko Tane)
- Kawa wa Dare no Mono? (Tokyo Hōsō Jidō Gasshōdan)
- Kawazura ga Kirakira (Shōko Inoue, Tokyo Hōsō Jidō Gasshōdan)
- Kazaguruma (Miyuki Nagai)
- Kazaguruma (Sachiko Kobayashi)
- Kaze ga Kureta Melody (Richard Bona)
- Kaze no Ban (Yōichi Sugawara)
- Kaze no Organ (Junko Kudō)
- Kaze no Tōri Michi (Sayuri Horishita)
- Kaze no Uta ha Kikoemasu ka (Yumi Yoshikawa)
- Kazeiro no Tonba (Chie Hyo)
- Ken-chan (Youki Kudoh)
- Kiiro no Jitensha (Toshiharu Fujisawa)
- Kimi ga Wasurete Ōki na Mono (Angie)
- Kimi ni Sachiare (Reiko Sada)
- Kimi no Iro Hoshi (Hikaru Nishida)
- Kimi no Te (Mitsuko Horie)
- Kimi wa Nagai ne (Hiro Tsunoda)
- Kin no Makiba (Taeko Ōnuki)
- Kinō  Kyō  Ashita (Miyuki Kōsaka)
- Kisetsu wa Sugite mo (Chiemi)
- Kitakaze Kazō no Kantarō (Masaaki Sakai, Tokyo Hōsō Jidō Gasshōdan)
- Kitchen Lady (Ritsuko Ōwada)
- Kite no Nai Okurimono (Kazuo Zaitsu)
- Kitto Shiawase (Saeko Shū)
- Kobutanoshippo (Sugar)
- Kodanuki Bonbo (Atomu Shimojō)
- Kodomo Dake no Natsu (Yukihiro Takahashi)
- Kohaku no Mahō (Epo)
- Koi Hanabi (Mio Isayama)
- Koi no Hana  Saita (Chizuru Kohigashi)
- Koi Tsubomi (Hanako Oku)
- Koinu no Blue (Rutsuko Honda)
- Koisuru Niwatori (Hiroko Taniyama)
- Koi no Subesube Manjūgani (Imakuni?)
- Kōkō 3-nensei (Naotarō Moriyama)
- Koko de Mata Aō (Yuka Kamebuchi & The Voices of Japan)
- Kokoro ni Yume o (Yōko Seri)
- Kokoro no Umi (Ajinai Hall)
- Kokoro wa Hallelujah (Kabocha Shōkai)
- Kome no Uta (Metrofarce)
- Koneko no Byōki (Vocce Angelica)
- Koneko to Keito (Tokyo Hōsō Jidō Gasshōdan)
- Kono Ai o: Onee-san e (Amin, Wei Wei Wuu)
- Kono Hiroi Nohara Ippai (Ryōko Moriyama)
- Kono Mune Oide (Atsushi Onita, Keiko Nakajima, Masayuki Tanaka)
- Koro wa Yane no Ue (Taeko Ōnuki)
- Kotatsu Musume de Teketekete (Naoko Nozawa)
- Kuchibue Fuitara (Miho Gomi, Tokyo Hōsō Jidō Gasshōdan)
- Kuishinbō no Calendar (Sumiko Yamagata, Suginami Jidō Gasshōdan)
- Kuma no Nuigurumi (Yūsuke Yoshioka, Tokyo Hōsō Jidō Gasshōdan)
- Kumanbachiga Tonde Kita (Akiko Yano, Miu Sakamoto)
- Kumo (Tarō Masuda)
- Kumo ha Haretara (Etsuko Sai)
- Kuro (Mimori Yusa)
- Kyō mo Chappīendo (Duke Aces)
- Kyōfu no Hiruyasumi (The Boom)
- Kyōshitsu Ōwarai (Miyuki Ichijō, Suginami Jidō Gasshōdan)

## M
- Makkuramori no Uta (Taniyama Hiroko)
- Message Song (Pizzicato Five)
- Metropolitan Museum (Onuki Taeko)
- MOTTAINAI (Lou Oshiba&Masahiro Niiyama)
- Mushi'98 (GO!GO!7188)

## N
- Nekkokun (Joji Yamamoto)
- Nobiro Nobiro Daisukina Ki
- No ni Saku Hana no yō ni (Gackt)

## O
- Obaa-chan Moshikashite (Emiko Shiratori)
- Obaa-chan no Takaramono (Yoshiko Kawase)
- Obake to Issho (Tokyo Performance Doll)
- Oboeteimasu ka (Kiyoshi Maekawa)
- Oburadioburada (Four Leaves)
- Ōbokujō wa Midori (Tokyo Shōnen Gasshōdan)
- Off Stage (Akiko Kobayashi)
- Ofuro no Uta (Yūya Ioki)
- Ofuroya-san e Tsuretette (Yūta Hashizume, Tokyo Hōsō Jidō Gasshōdan)
- Ogenki Mī-chan (Satoko Shimonari)
- Oh My Wind: Sora wa Tomodachi (Kiyoshi Sonehara)
- Ohayō Crayon (Hiroko Taniyama)
- Ohirune no Yurikago (Yōko Ishida)
- Oira ni Horecha Kagesuruze! (Kazuki Enari)
- Ojii-chan no Blanco (Eiko Hiramatsu)
- Ojii-chan no Komoriuta (Yūji Akimoto)
- Ojii-chan-te Ii na (Motoshi Shidō)
- Ōki na Furu Tokei (Sumito Tachikawa, Nagato Miho Kagekidan Jidō Gasshōbu)
- Ōki na Ringo no Ki no Shita de (Da Capo)
- Ōki na Tsuki (Kaori Morikawa)
- Omoide (Miyuki Mori)
- Omoide Matsuri (Miyuki Asō)
- Omoide ni Tokenagara (Hikaru Nishida)
- Omoide no Album (Dark Ducks)
- Omoikkiri Yume (Yū Mizushima, Katsushika AK Kinder Call)
- Onaka no Ōki na Ōji-sama (Kōichi Kawazu)
- Onii-chan Zurui (Nobunari Kitamoto)
- Onii-chan ni Nacchatta (Tomoe Wakamatsu)
- Orangutan (Yasunori Sōryō & Jim Rock Singers)
- Orizuru (Takako Yamamura)
- Ōsaka Humanland: Yanka! (Naniwa Gospellers)
- Osampo (Char)
- Oshiri Kajiri Mushi (Oshiri Kajiri Mushi)
- Otanjōbi Omedetō (Megumi Shiina)
- Otō-san (Asami Hayashi)
- Otogi no Kuni no Birthday (Noriko Sakai)
- Otoshidama (Hikari Ishida)
- Otsukaresan (Begin)

## P
- Papa to Rusuban (Yumi Endo)

## R
- Ringo no Uta (Shiina Ringo)

## S
- Saboten ga Nikui (Kuniko Yamada)
- Saibō no Fushigi (Testsu and Tomo)
- Saigo no Shoot (Sway)
- Saka Agari no Yūyake (Kuniyoshi Kiyosu)
- Sakura, Mau (Azumi Inoue)
- Sanjō Osagarisetsu (Azusa Katō)
- Sansū Cha Cha Cha (Peggy Hayama, Young 101)
- Santa Maria (Tsukasa Takei)
- San'yūka (Ranbō Minami, Yoshie Ichige)
- Saraba Seishun (Ken Tanaka)
- Saramandara (Isao Hidō)
- Satōkibi Hatake (Naomi Chiaki)
- Sayōnara Concert (Kazuo Zaitsu)
- Seishun no Kao (Ai Miyata)
- Sekai ga Ichiban Shiawase na Hi (Kusu Kusu)
- Sekai o Musbō (Sandora, Mori no Ki Gasshōdan)
- Sekai wa Melody (Shigeru Muroi)
- Sen no Hana Sen no Sora (Manami Kiyota)
- Senaka de Twist (George Tokoro)
- Senro ha tsuzuku yo doko made mo (I've Been Working on the Railroad)
- Sense Honma ni Honma (Osaka Sumiyoshi Shōnen Shōjo Gasshōdan)
- Sensei wa Hashiru (Masanori Tomotake, Tokyo Hōsō Jidō Gasshōdan)
- Seru no Koi (Akinori Nakagawa)
- Shiawase Kyōryū Ondo (Odoru 11)
- Shiawase no Uta (Ikue Sakakibara)
- Shiawase no Yokan (Naoyoshi Kamata, Yūko Yamaji)
- Shijin to Tsubame (Hitoshi Komura)
- Shinpu-san no Pipe Organ (Agnes Chan, Tokyo Hōsō Jidō Gasshōdan)
- Shio no Nioi no Suru Machi de (Suginami Jidō Gasshōdan)
- Shiosai no Uta (Bell & Accordions)
- Shippo no Kimochi (Hiroko Taniyama)
- Shiranburi (Tomoya Takayama)
- Shiroi Michi (Haifaisetto)
- Shiroi Shōjo (Yoshito Machida)
- Shiroi Spitz (Beagle Hat)
- Shobokujira Chibi Cobra (Tokyo Hōsō Jidō Gasshōdan)
- Shooting Hero (Duke Aces)
- Shusse Ondo da yo! (Saori Hareyama)
- Smile (Anna Banana)
- Soba ni Ite yo Teddy bear (Mio Watanabe)
- Snowdrop (Asuka Hayashi)
- Soccer Boy (Nao Nakadai)
- Sōgen Jōka (Chie Hyo)
- Sokkuri Haha Musume (Fusako Amachi)
- Sokkuri House (Hiroko Taniyama)
- Sōmatō (Hiromi Iwasaki)
- Sonna Boku ga Suki (Tama)
- Sora e (Tomotaka Okamoto)
- Sora ga Boku no Otō-san (Kazuo Zaitsu)
- Sora no Chorus (Meninas do Brasil)
- Sora no Ocarina (Junko Iwao)
- Soratobu Kujira (Yoshio Toyama, Dixie Saints)
- Soratobu Penguin (Katsumi Takita)
- Soratobu Ringo (Kazuo Zaitsu)
- Sōshite Kimi wa (Garo)
- Sōshunbu (Shōnan Chor Grün)
- Sotsugyō Mae: 10-hi de 100 no Dekigoto (Ayako Shimizu)
- Sowa Sowa Calendar (Hiromi Okazaki)
- Sōyamisaki (Da Capo)
- Step by Step (Toshinori Yonekura)
- Sudatsuhi Made (Yumiko Tanaka)
- Susume! Hakkushon Baby (Noriko Sakai)
- Symphonic Variation (The Kingtones)

## T
- Ta Chi Tsu Te To Te o (Henry Band with M)
- Tabi no Suki na Anata ni (Minako Shioda)
- Tabibito no yō ni (Takao Horiuchi)
- Tabidachi (Yūzō Kayama)
- Tabidachi no Uta (Akiko Wada, Mori no Ki Gasshōdan)
- Tadaima Shiawase (Kiichi Nakai)
- Taian Kichijitsu (Cauliflower)
- Taihen daa (Tokyo Hōsō Jidō Gasshōdan)
- Taiyō no Kodomotachi (Lisa Ono, Noriko Matsuhara)
- Taiyō no Toki (Kaho Shimada)
- Tanishi-chan (Kensaku Morita)
- Tanoshii Sansū (Seiji Tanaka, Tokyo Hōsō Jidō Gasshōdan)
- Time: Toki no Shiori (Kengo Suzuki)
- Tsuki (YOU&Mitsuru)
- Tsuki no Warutsu (Mio Isayama)

## U
- Uchū Hikōshi no Uta (Maaya Sakamoto)
- Uchū no Uta (Moro Fukuzawa)
- Uchū wa Tanoshii Festival (Cherish)
- Uma Uma Ramen (Rie Kameoka)
- Umi e Kite (Masako Mori)
- Uja Kuju? (Hikaru Nishida)
- Uta wa Tomodachi (Sapporo Kodomo Musical Group)

## W
- Watage no Osampo (Inotomo)
- Watashi to Kotori to Suzu to (Tsutomu Aragaki)
- Watashi no Subete (Kyogo Kawaguchi)

## Y
- Yamaguchi san chi no Tsutomu kun (Ranbō Minami)
- Yes, You (Reiko Yamahata)

## Z
- Zō da Zō (Isao Sasaki)
- Zutto Tomodachi (Keiko Utsumi)

## Animação
- Atsuko Ishizuka
- Katsuya Kondō
- Tomomi Mochizuki
- Makoto Shinkai